# Tatsuno (Hyōgo)
Tatsuno (たつの市 Tatsuno-shi?) es una ciudad localizada en la prefectura de Hyōgo, Japón. En junio de 2019 tenía una población estimada de 75.047 habitantes y una densidad de población de 356 personas por km². Su área total es de 210,87 km².

## Geografía

### Localidades circundantes
- Prefectura de Hyōgo
  - Shisō
  - Aioi
  - Himeji
  - Sayō
  - Kamigōri
  - Taishi

## Demografía
Según datos del censo japonés, la población de Tatsuno ha disminuido en los últimos años.
| Año del censo | Población |
| ------------- | --------- |
| 1995          | 83.431    |
| 2000          | 83.207    |
| 2005          | 81.561    |
| 2010          | 80.518    |
| 2015          | 77.419    |